# Krzysztof Staszak
Krzysztof Staszak (ur. 1 czerwca 1988) – polski pięcioboista, medalista mistrzostw Polski.

## Kariera sportowa
Był zawodnikiem CWKS Legia Warszawa. W 2006 został mistrzem Europy juniorów w sztafecie (czwórbój). Na tych samych zawodach zdobył także brązowy medal drużynowo. W tym samym roku wywalczył także wicemistrzostwo świata juniorów w sztafecie (czwórbój). W 2008 został młodzieżowym wicemistrzem świata w sztafecie. W kategorii seniorskiej jego największym sukcesem był brązowy medal mistrzostw Polski w 2008.